# Sneakerentola
Sneakerentola (Sneakerella) è un film del 2022 diretto da Elizabeth Allen Rosenbaum e scritto da David Light e Joseph Raso, Tamara Chestna, Mindy Stern e George Gore II.
Rivisitazione della classica fiaba Cenerentola, il film è interpretato da Chosen Jacobs e Lexi Underwood.
Il film è uscito su Disney+ il 13 maggio 2022.

## Trama
El è un ragazzo che vive nel Queens e lavora nel vecchio negozio di scarpe della sua defunta madre, Laces. Attualmente è gestito dal rude patrigno oberato di lavoro, Trey, che gli fa costantemente svolgere tutti i compiti di magazzino mentre i fratellastri, Zelly e Stacy, lo deridono continuamente e rendono il suo lavoro più difficile. L'amica di El, Sami, lo invita al lancio di un nuovo modello di scarpe da ginnastica dove incontrano Kira che si interessa alla capacità di El di capire qualcuno semplicemente guardando le loro scarpe. Avendo mancato il lancio, El decide di portare Kira in giro per il Queens dove i due sviluppano rapidamente un'intesa. All'insaputa di El, Kira è in realtà la figlia di Darius King, un ex giocatore di basket e magnate delle scarpe da ginnastica.
Il giorno successivo, El e Sami scoprono il legame familiare di Kira e Sami suggerisce a El di provare a far vedere le sue scarpe ai Kings. Lui è riluttante, ma dopo che Trey lo informa che sta vendendo Laces e che la famiglia tornerà a Jersey, come Zelly e Stacy volevano, decide di creare un paio di scarpe uniche da sfoggiare al prossimo evento di gala. Nella residenza dei Kings, la sorella maggiore di Kira, Liv, cerca di promuovere un design di scarpe che El considerava "banale". Kira convince il padre a permetterle di cercare un design nuovo e originale che faccia parte del nuovo marchio King e, con il supporto di sua madre Denise, Darius accetta a condizione che lo ottengano prima del lancio.
El si prepara ad andare al ricevimento travestito da cameriere, ma Zelly e Stacy lo intrappolano nel magazzino. Viene salvato dal gentile giardiniere Gustavo, che dà dimostrazione di abilità soprannaturali, e convince lui e Sami a vestirsi come ospiti dell'evento di gala; avvertendoli che devono partire entro mezzanotte. Già poco dopo il suo arrivo, le scarpe di El sono sulla bocca di tutti mentre Sami fa girar voce di essere un designer indipendente che ha lavorato con importanti aziende. El si riunisce con Kira che crede di avere l'esperienza di cui si parla e cerca di convincerlo a parlare con Darius. Tuttavia arriva la mezzanotte ed El e Sami sono costretti a fuggire e avviene, come nella fiaba, El perde una delle sue scarpe che viene ritrovata da Kira.
Rendendosi di non aver ottenuto il numero di telefono o il contatto sui social di El, Kira si dà da fare, con l'aiuto di Liv, per trovare il suo "principe". El e Sami riescono a contattarla e lei organizza un incontro con Darius. Zelly e Stacy scoprono cosa ha combinato El e gli rubano l'altra scarpa prima di andare da Darius per rivelargli chi sia davvero El. El arriva proprio mentre i suoi fratellastri se ne stanno andando e si confronta con un Darius sconvolto. Kira e Liv si arrabbiano perché ha mentito loro sulla sua esperienza e allora lui se ne va solennemente. Sami, Gustavo e il resto del quartiere sono rattristati dalla sfortuna di El mentre butta via i suoi modelli di scarpe da ginnastica. Gustavo li trova e mette a punto un piano.
La mattina dopo, Kira parla con sua madre che le dice che la sua delusione deriva dal tentativo di soddisfare le aspettative di suo padre e rendersi conto di aver trasferito molta della sua pressione su El. El si sveglia e scopre che la sua famiglia si sta trasferendo e il paio di scarpe da ginnastica dei suoi modelli. Con l'aiuto di Sami, si dirige al nuovo negozio di scarpe da ginnastica dove lui e Kira si scusano a vicenda. Zelly e Stacy scoprono che El se n'è andato di nuovo e partono sul furgone da trasloco per affrontarlo. Trey è confuso e arrabbiato per gli eventi che riguardano El, ma Sami finalmente lo affronta per come lo ha trattato dopo la morte di sua madre.
El finalmente parla con Darius di fronte a un pubblico ammettendo i suoi difetti e sottolineando come Darius non lo capisca fino in fondo. Zelly e Stacy arrivano per cercare di mettergli i bastoni tra le ruote, ma Trey arriva e ammette di essere stato duro con El perché gli ricordava troppo sua madre e chiede perdono nella speranza di essere un padre migliore. Darius finalmente vede El per quello che è e decide di adottare il suo nuovo design di scarpe da ginnastica. Un anno dopo, El e Kira hanno una relazione e Laces ha cambiato il suo nome in El-evated, che spinge per design nuovi e creativi per l'intero quartiere del Queens.

## Personaggi
- El, interpretato da Chosen Jacobs: aspirante designer di scarpe da ginnastica del Queens che lavora come magazziniere nel negozio di scarpe della sua defunta madre[1]. (Impersona Cenerentola).
- Kira King, interpretata da Lexi Underwood: bella e "ferocemente indipendente" figlia di Darius King[1]. (Impersona il principe).
- Darius King, interpretato da John Salley: magnate delle scarpe da ginnastica ed ex star del basket.[1]
- Denise King, interpretata da Yvonne Senat Jones: moglie di Darius.
- Samantha "Sami", interpretata da Devyn Nekoda: migliore amica di El e dichiaratamente gay. (Impersona Giac e Gas).
- Gustavo, interpretato da Juan Chioran: amichevole vicino di El che sembra avere capacità soprannaturali. (Impersona la fata Smemorina).
- Liv, interpretata da Robyn Alomar: sorella maggiore di Kira.
- Trey, interpretato da Bryan Terrell Clark: patrigno di El che gestisce il negozio di scarpe della sua defunta moglie. (Impersona Lady Tremaine).
- Zelly, interpretato da Kolton Stewart: fratellastro meschino di El.
- Stacy, interpretato da Hayward Leach: secondo fratellastro meschino di El.
- Rosie, interpretata da Mekdes Teshome: la defunta madre di El.
- Sneakerhead, interpretato da Elia Press
- Sneaker Buster, interpretato da Andrew Ward: un famoso influencer.
- Sneak-Disser, interpretato da William Crockett: un rapper che partecipa a battaglie rap noto per le scarpe che calza.

## Produzione

### Cast
Il 14 febbraio 2020 fu riferito che la Disney stava sviluppando Sneakerentola, una moderna rivisitazione della storia di Cenerentola incentrata sulla cultura delle sneaker, per Disney+. Venne anche annunciato che David Light e Joseph Raso, Tamara Chestna, Mindy Stern e George Gore II erano impegnati nella stesura della sceneggiatura del film.
L'11 agosto 2020 è stato annunciato che Elizabeth Allen Rosenbaum avrebbe diretto il film. Fu anche annunciato che la pre-produzione del film era già iniziata.
Il 21 ottobre 2020 si sono uniti al cast Chosen Jacobs, Lexi Underwood, John Salley, Yvonne Senat Jones, Devyn Nekoda, Juan Chioran, Robyn Alomar, Bryan Terrell Clark, Kolton Stewart e Hayward Leach.

### Riprese
Le riprese sarebbero dovute iniziare a maggio 2020 a Toronto e Hamilton, Canada, ma subirono un differimento a causa della pandemia di COVID-19. La produzione di Sneakerentola è effettivamente iniziata il 19 ottobre 2020 e si è conclusa il 9 dicembre 2020.

## Colonna sonora
La colonna sonora del film è stata distribuita il 13 maggio 2022, lo stesso giorno del film. Oltre alle canzoni originali create per il film, contiene anche una cover di "A Dream Is a Wish Your Heart Makes" dal film d'animazione Disney di Cenerentola, cantata da Chosen Jacobs e Lexi Underwood.

## Distribuzione
In origine, l'uscita di Sneakerentola era stata programmata per il 2021.
La data di distribuzione è stata inizialmente posticipata al 18 febbraio 2022 su Disney+ e poi nuovamente al 13 maggio 2022.

## Accoglienza

### Critica
Sul sito di raccolta di giudizi Rotten Tomatoes, il 100% di 11 recensioni di critici sono positive, il punteggio del pubblico risulta invece molto più basso con un gradimento del 52% su più di 50 recensioni.
Courtney Howard di Variety trova che la produzione abbia azzeccato nel rendere il film una versione rinfrescante e soddisfacente di Cenerentola, ha elogiato la narrazione per il suo approccio contemporaneo ai punti della trama del racconto originale, si è complimentata per le interpretazioni del cast e l'alchimia tra i personaggi, apprezzato la colonna sonora e i costumi del film, nonostante affermi che nel film permangono ancora alcuni cliché. Secondo Radhika Menon di Decider il film fornisce un'ottima prospettiva moderna su Cenerentola attraverso la sua storia di scambio di genere e la diversità del suo cast, ha evidenziato positivamente l'umorismo e l'alchimia tra i personaggi, arrivando a fare paragoni per canzoni del film con Hamilton e Sulle Alture. Jennifer Green di Common Sense Media ha valutato il film con 4 stelle su 5, ha affermato che il film promuove diversi messaggi positivi, come l'essere fedeli a se stessi e la difficoltà per le donne di diventare imprenditrici, osservando che il film riesce a rappresentare diversi modelli di ruolo che sono positivi, mentre elogiano la diversità tra i personaggi attraverso le loro origini nazionali e sessualità.
Amy Amatangelo di Paste ha valutato il film 7,6 su 10 e ha trovato Jacobs e Underwood carismatici e deliziosi in tutto il film, ha acclamato le canzoni e la coreografia, ma ha trovato alcuni punti della trama privi di senso, mentre affermava che il personaggio di Nekoda non era sviluppato. Abhishek Srivastava di The Times of India ha valutato il film con 3,5 stelle su 5 e ha affermato che il film ricorda i tratti distintivi dei blockbuster di Bollywood con la trama, i colori e le diverse canzoni, ha affermato che il film riesce a fornire una visione fresca ed efficace di Cenerentola, elogiando le interpretazioni del cast.